# ATS (Formula–1)
Az Auto Technisches Spezialzubehör, vagy röviden ATS, volt Formula–1-es konstruktőr, 1977 és 1984 között vett részt a sportág küzdelmeiben. A német márkát Günter Schmid alapította, székhelye a Hockenheimringhez közeli Bad Dürkheimben volt.

## Az ATS mint cég
A német ATS nevű cég az 1970–80-as években a Mercedes-Benz számára gyártott könnyű, alumínium szerkezetű kerekeket. Létrehoztak néhány forradalminak mondható, új és könnyű kerekeket, elsősorban a Volkswagen és a Porsche számára.
A cég nevéhez köthető az első ötküllős kerék, ami alumínium ötvözetből készült. ATS "Penta" néven terjedt el, a Mercedes-Benz forgalmazta, először 1979-ben gyártották, feltalálója és előállítója Hans Werner Aufrecht volt.

## A Formula–1-es csapat története
Az ATS-tulajdonos Günter Schmid már régebb óta támogatta a különböző autósport eseményeket, mielőtt rájött volna, hogy a legnagyobb reklámértékkel cége számára a Formula–1-es sorozat jelentené. Schmidt így megalapította saját versenyistállóját, azonban hírhedten nehéz természete miatt a projekt nem volt túl hosszú életű.

### Az 1970-es évek

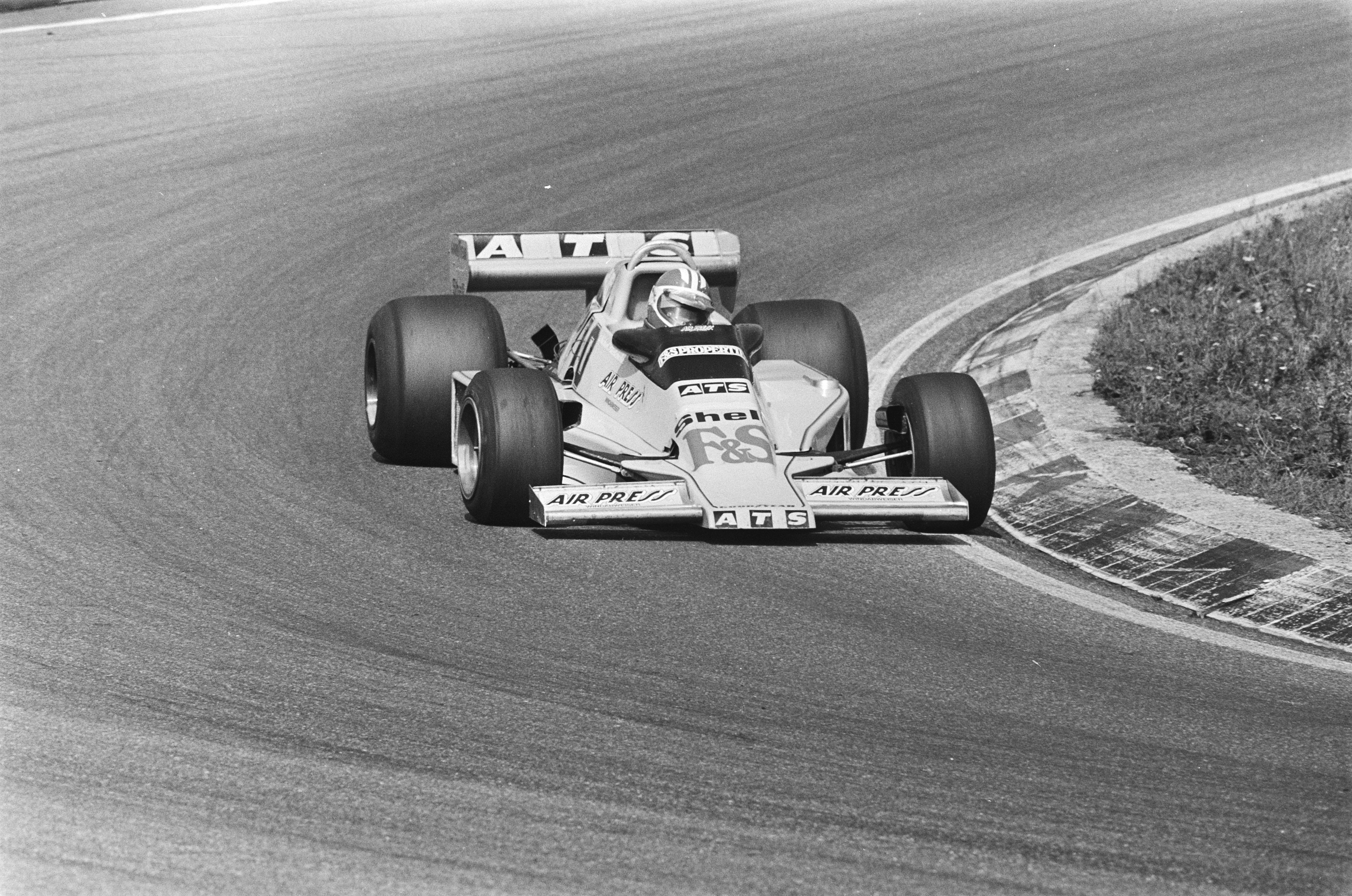
Michael Bleekemolen teszteli az ATS HS1-et Zandvoortban, 1978-ban

1977-ben az ATS felvásárolta az amerikai Penkse Racing PC4 alvázait, versenyzőnek pedig  a francia Jean-Pierre Jariert szerződtették. Az 1977-es amerikai nagydíjon a rajtrács hatodik konstruktőreként mutatkoztak be.
1977-es német nagydíjon már két versenyzőt indítottak, leszerződtették a kor híres túraautó pilótáját, Hans Heyert. Heyer nem fejezte be a futamot, miután a kerékfelfüggesztése eltörött, részvételét azonban így is nagy érdeklődéssel fogadta a hazai közönség. (A csapat főhadiszállása a Hockenheimringtől pár kilométerre volt.) Heyer helyét az év hátralevő részére Hans Binder vette át, a csapat az utolsó három versenyen azonban nem vett részt.
Az első saját gyártású Formula–1-es ATS a HS1 volt, a két versenyző pedig Jarier és Jochen Mass. Az 1978-as dél-afrikai nagydíjon Jarier a 8. helyen végzett, de kirúgták. Helyére Alberto Colombo érkezett, akit három futam után gyenge teljesítménye miatt Jarier váltott. Jól jellemzi a csapatnál uralkodó viszonyokat, hogy az évad során hét versenyzőt alkalmaztak. (Egy ideig a későbbi világbajnok Keke Rosberget is.)
A következő évben az istálló állandó pilótája a német Hans-Joachim Stuck volt, aki az 1979-es német nagydíjon megszerzett 5. pozíciójával az ATS első világbajnoki pontjait, és történetének legjobb eredményét szállította. Ebben az évben három különböző tervezésű autóval is rajthoz állt a csapat, és a fejetlenség nem tett jót a fiatal csapat fejlődésének.

### Az 1980-as évek

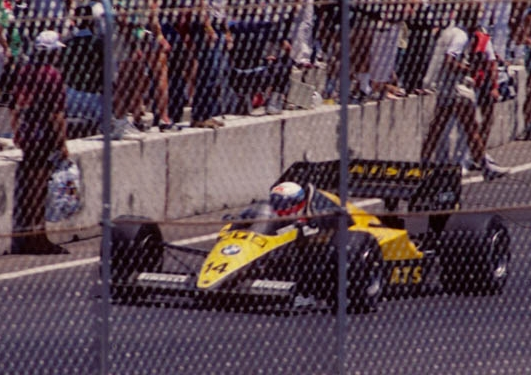
Manfred Winkelhock az ATS D7-tel az 1984-es Dallas Grand Prixn

Az 1980-as idényre ismét két versenyzővel, Marc Surerrel és Jan Lammersszel nevezett a D3-as típust bevető ATS. Az eredmények nem voltak túl biztatóak, egyetlen 7. hely az idény elején, ami említésre méltó. Az év vége felé Gustav Brunner előállt az új D4-gyel, azonban áttörést az új típus sem hozott, ráadásul Surer egy baleset miatt jó néhány futamot kihagyott.
1981-re megtartották Lammerst, melléje pedig a svéd Slim Borguddot szerződtették, aki mindössze egy futamra tudta kvalifikálnia magát. Ez volt az az év, amikor a csapatot a híres svéd együttes, az ABBA támogatta. (Borgudd több koncertfelvételen, vagy fotón feltűnik az énekesek mellett.)
Schmid a következő években jelentős erőfeszítéseket tett az istálló életben tartásáért, 1982-ben előálltak a DT TWO modellel és néhány figyelemre méltó eredményt is sikerült elérniük. A két pilóta Manfred Winkelhock és Eliseo Salazar voltak és mindketten szereztek egy-egy ötödik helyet Brazíliában illetve San Marinóban. Ebben az évben erős középcsapatnak számított az ATS, a hazai versenyükön mindenki meglepetésére Salazar sokáig támadta a versenyt vezető Nelson Piquet-t, bár ütközés lett a vége, de az élő közvetítésnek köszönhetően a hazai közönség őrjöngött.
A következő két szezonban a csapat már csak vegetált, lassú hanyatlás végén az ATS az 1984-es portugál nagydíj után megszűnt.

### BMW motorokkal
Schmid befolyásának köszönhetően nem csak hazai pilótákat alkalmazott előszeretettel, hanem a 83-as és a 84-es szezonban BMW motorokat vásárolt istállója számára. Az erőforrások ugyan versenyképesnek bizonyultak motorerő terén, azonban rendkívül megbízhatatlannak bizonyultak. Winkelhock ugyan felmutatott pár jobb teljesítményt, és a csapatnál ebben az időben versenyző Gerhard Berger is részben a BMW miatt kapott ülést, az együttműködés nem tartott tovább két évnél.

### Visszatérés a Riallal
Miután az ATS csődbe ment, Schmid nem adta fel Formula–1-es álmait, és a szintén német Rial kötelékében az 1988-as világbajnoki idényben visszatért a királykategóriába.

## Eredmények
(Táblázat értelmezése)

(Félkövér: pole-pozícióból indult; dőlt: leggyorsabb kört futott) 

| Év   | Autó            | Motor               | Gumi | Pilóta              | #  | 1   | 2   | 3   | 4   | 5   | 6   | 7   | 8   | 9   | 10  | 11   | 12  | 13  | 14  | 15  | 16  | 17  | Pontok | Helyezés |
| ---- | --------------- | ------------------- | ---- | ------------------- | -- | --- | --- | --- | --- | --- | --- | --- | --- | --- | --- | ---- | --- | --- | --- | --- | --- | --- | ------ | -------- |
| 1977 | Penske PC4      | Ford DFV V8         | G    |                     |    | ARG | BRA | RSA | USW | ESP | MON | BEL | SWE | FRA | GBR | GER  | AUT | NED | ITA | USA | CAN | JPN | 1      | 12.      |
| 1977 | Penske PC4      | Ford DFV V8         | G    | Jean-Pierre Jarier  | 34 |     |     |     | 6   | NK  | 11  | 11  | 8   | Ki  | 9   | Ki   | 14  | Ki  | Ki  |     |     |     | 1      | 12.      |
| 1977 | Penske PC4      | Ford DFV V8         | G    | Hans Heyer          | 35 |     |     |     |     |     |     |     |     |     |     | KIZ* |     |     |     |     |     |     | 1      | 12.      |
| 1977 | Penske PC4      | Ford DFV V8         | G    | Hans Binder         | 35 |     |     |     |     |     |     |     |     |     |     |      |     | 8   |     |     |     |     | 1      | 12.      |
| 1977 | Penske PC4      | Ford DFV V8         | G    | Hans Binder         | 33 |     |     |     |     |     |     |     |     |     |     |      | 12  |     | NK  |     |     |     | 1      | 12.      |
| 1978 | ATS HS1 ATS D1  | Ford DFV V8         | G    |                     |    | ARG | BRA | RSA | USW | MON | BEL | ESP | SWE | FRA | GBR | GER  | AUT | NED | ITA | USA | CAN |     | 0      | NK       |
| 1978 | ATS HS1 ATS D1  | Ford DFV V8         | G    | Jochen Mass         | 9  | 11  | 7   | Ki  | Ki  | NK  | 11  | 9   | 13  | 13  | Hn  | Ki   | NK  | NK  |     |     |     |     | 0      | NK       |
| 1978 | ATS HS1 ATS D1  | Ford DFV V8         | G    | Michael Bleekemolen | 9  |     |     |     |     |     |     |     |     |     |     |      |     |     | NK  | Ki  | NEK |     | 0      | NK       |
| 1978 | ATS HS1 ATS D1  | Ford DFV V8         | G    | Michael Bleekemolen | 10 |     |     |     |     |     |     |     |     |     |     |      |     | NK  |     |     |     |     | 0      | NK       |
| 1978 | ATS HS1 ATS D1  | Ford DFV V8         | G    | Jean-Pierre Jarier  | 10 | 12  | Ni  | 8   | 11  | NK  |     |     |     |     |     | NK   |     |     |     |     |     |     | 0      | NK       |
| 1978 | ATS HS1 ATS D1  | Ford DFV V8         | G    | Alberto Colombo     | 10 |     |     |     |     |     | NK  | NK  |     |     |     |      |     |     |     |     |     |     | 0      | NK       |
| 1978 | ATS HS1 ATS D1  | Ford DFV V8         | G    | Keke Rosberg        | 10 |     |     |     |     |     |     |     | 15  | 16  | Ki  |      |     |     |     | Ki  | Hn  |     | 0      | NK       |
| 1978 | ATS HS1 ATS D1  | Ford DFV V8         | G    | Hans Binder         | 10 |     |     |     |     |     |     |     |     |     |     |      | NK  |     |     |     |     |     | 0      | NK       |
| 1978 | ATS HS1 ATS D1  | Ford DFV V8         | G    | Harald Ertl         | 10 |     |     |     |     |     |     |     |     |     |     |      |     |     | NEK |     |     |     | 0      | NK       |
| 1979 | ATS D2 ATS D3   | Ford DFV V8         | G    |                     |    | ARG | BRA | RSA | USW | ESP | BEL | MON | FRA | GBR | GER | AUT  | NED | ITA | CAN | USA |     |     | 2      | 11.      |
| 1979 | ATS D2 ATS D3   | Ford DFV V8         | G    | Hans-Joachim Stuck  | 9  | NK  | Ki  | Ki  | KIZ | 14  | 8   | Ki  | Ni  | NK  | Ki  | Ki   | Ki  | 11  | Ki  | 5   |     |     | 2      | 11.      |
| 1980 | ATS D3 ATS D4   | Ford DFV V8         | G    |                     |    | ARG | BRA | RSA | USW | BEL | MON | FRA | GBR | GER | AUT | NED  | ITA | CAN | USA |     |     |     | 0      | NK       |
| 1980 | ATS D3 ATS D4   | Ford DFV V8         | G    | Marc Surer          | 9  | Ki  | 7   | Ni  |     |     |     | Ki  | Ki  | 12  | 12  | 10   | Ki  | NK  | 8   |     |     |     | 0      | NK       |
| 1980 | ATS D3 ATS D4   | Ford DFV V8         | G    | Jan Lammers         | 9  |     |     |     | Ki  | 12  | Hn  |     |     |     |     |      |     |     |     |     |     |     | 0      | NK       |
| 1980 | ATS D3 ATS D4   | Ford DFV V8         | G    | Jan Lammers         | 10 | NK  | NK  | NK  |     |     |     |     |     |     |     |      |     |     |     |     |     |     | 0      | NK       |
| 1980 | ATS D3 ATS D4   | Ford DFV V8         | G    | Harald Ertl         | 10 |     |     |     |     |     |     |     |     | NK  |     |      |     |     |     |     |     |     | 0      | NK       |
| 1981 | ATS D4 ATS HGS1 | Ford DFV V8         | M A  |                     |    | USW | BRA | ARG | SMR | BEL | MON | ESP | FRA | GBR | GER | AUT  | NED | ITA | CAN | CPL |     |     | 1      | 12.      |
| 1981 | ATS D4 ATS HGS1 | Ford DFV V8         | M A  | Jan Lammers         | 9  | Ki  | NK  | 12  | NK  |     |     |     |     |     |     |      |     |     |     |     |     |     | 1      | 12.      |
| 1981 | ATS D4 ATS HGS1 | Ford DFV V8         | M A  | Slim Borgudd        | 9  |     |     |     |     | NK  | NEK | NK  | NK  | 6   | Ki  | Ki   | 10  | Ki  | Ki  | NK  |     |     | 1      | 12.      |
| 1981 | ATS D4 ATS HGS1 | Ford DFV V8         | M A  | Slim Borgudd        | 10 |     |     |     | 13  |     |     |     |     |     |     |      |     |     |     |     |     |     | 1      | 12.      |
| 1982 | ATS D5          | Ford DFV V8         | G    |                     |    | RSA | BRA | USW | SMR | BEL | MON | DET | CAN | NED | GBR | FRA  | GER | AUT | SUI | ITA | CPL |     | 4      | 11.      |
| 1982 | ATS D5          | Ford DFV V8         | G    | Manfred Winkelhock  | 9  | 10  | 5   | Ki  | KIZ | Ki  | Ki  | Ki  | NK  | 12  | NK  | 11   | Ki  | Ki  | Ki  | NK  | Hn  |     | 4      | 11.      |
| 1982 | ATS D5          | Ford DFV V8         | G    | Eliseo Salazar      | 10 | 9   | Ki  | Ki  | 5   | Ki  | Ki  | Ki  | Ki  | 13  | NK  | Ki   | Ki  | NK  | 14  | 9   | NK  |     | 4      | 11.      |
| 1983 | ATS D6          | BMW M12/13 S4 (t/c) | G    |                     |    | BRA | USW | FRA | SMR | MON | BEL | DET | CAN | GBR | GER | AUT  | NED | ITA | EUR | RSA |     |     | 0      | NK       |
| 1983 | ATS D6          | BMW M12/13 S4 (t/c) | G    | Manfred Winkelhock  | 9  | 15  | Ki  | Ki  | 11  | Ki  | Ki  | Ki  | 9   | Ki  | NK  | Ki   | KIZ | Ki  | 8   | Ki  |     |     | 0      | NK       |
| 1984 | ATS D7          | BMW M12/13 S4 (t/c) | P    |                     |    | BRA | RSA | BEL | SMR | FRA | MON | CAN | DET | DAL | GBR | GER  | AUT | NED | ITA | EUR | POR |     | 0      | NK       |
| 1984 | ATS D7          | BMW M12/13 S4 (t/c) | P    | Manfred Winkelhock  | 14 | KIZ | Ki  | Ki  | Ki  | Ki  | Ki  | 8   | Ki  | 8   | Ki  | Ki   | Ni  | Ki  | Ni  |     |     |     | 0      | NK       |
| 1984 | ATS D7          | BMW M12/13 S4 (t/c) | P    | Gerhard Berger      | 14 |     |     |     |     |     |     |     |     |     |     |      |     |     |     |     | 13  |     | 0      | NK       |
| 1984 | ATS D7          | BMW M12/13 S4 (t/c) | P    | Gerhard Berger      | 31 |     |     |     |     |     |     |     |     |     |     |      | 12  |     | 6†  | Ki  |     |     | 0      | NK       |

* Engedély nélkül indult, nem kvalifikált.

† Nem volt jogosult pontszerzésre.

## Fordítás
- Ez a szócikk részben vagy egészben  az   ATS (wheels) című angol Wikipédia-szócikk fordításán alapul.  Az eredeti cikk szerkesztőit annak laptörténete sorolja fel. Ez a jelzés csupán a megfogalmazás eredetét és a szerzői jogokat jelzi, nem szolgál a cikkben szereplő információk forrásmegjelöléseként.